# Nuevo orden (álbum)
Nuevo orden es el segundo álbum de estudio de la banda Ian, banda solista de Mario Ian. El disco sigue con una temática similar a su predecesor En tiempos de redención con temas sociales y espirituales. Aunque grabaron el disco Gustavo Rowek y Sergio Berdichevsky abandonaron la banda luego de la edición del mismo. El primer corte de difusión fue "No me desangraré".

## Temas
Todas las letras por Mario Ian
1. Adventum (Intro) - (1:32)
2. Nuevo Orden - (3:30)
3. No Me Desangraré - (3:52)
4. Más Que Un Hombre - (4:52)
5. Nunca Dejaré - (4:22)
6. Abadón - (4:21)
7. Quizás Puedas Volver - (4:16)
8. Victoria - (4:27)
9. Yo Soy - (5:24)
10. Revolución Internacional - (4:31)
11. Rei:naa - (4:29)
12. Las Compuertas del Cielo - (4:47)

## Personal

### Banda
- Mario Ian - Vocales / Letras
- Gustavo Rowek- Batería / Arreglos
- José Velocet - Guitarra
- Sergio Berdichevsky - Guitarra / Arreglos
- Germán García - Bajo
- Pablo Javier Brugnone - Teclados (Invitado)

### Otros
- Natalia Ian - Mánager

- Datos: Q5408007